# Savournon
 Savournon  es una comuna y población de Francia, en la región de Provenza-Alpes-Costa Azul, departamento de Altos Alpes, en el distrito de Gap y cantón de Serres.
Está integrada en la Communauté de communes du Serrois.

## Demografía
| 213 | 182 | 174 | 146 | 191 | 208 |
| Para los censos de 1962 a 1999 la población legal corresponde a la población sin duplicidades (Fuente: INSEE [Consultar]) |     |     |     |     |     |